# めぐみ 引き裂かれた家族の30年
『めぐみ 引き裂かれた家族の30年』（めぐみ ひきさかれたかぞくのさんじゅうねん、原題：Abduction: The Megumi Yokota Story）は、2006年のアメリカ映画。監督はクリス・シェリダン。

## 受賞
ダラス・アジアン映画祭最優秀ドキュメンタリー賞、スラムダンス映画祭ドキュメンタリー部門観客賞、サンフランシスコ・アジアン・アメリカン国際映画祭最優秀審査員賞、オマハ映画祭観客賞などを受賞した。